# Bandera de Sikkim

Bandera gubernamental de Sikkim

La bandera nacional de Sikkim consiste en una rueda de oración budista denominada khorlo con el Gankyil (tibetano: dga' 'khyil; sánscrito: anandacakra; chino: 三太極 sāntàijí; coreano: samtaegeuk: español: Rueda de la Alegría) como el elemento central.
Antes de 1877, durante la soberanía Nepalí-Butanesa y como protectorado del Tíbet, varios estandartes nepaleses, butaneses y tibetanos ondearon en Sikkim hasta 1816, cuando el Reino Unido tomó el control del país y ondeó la Union Jack hasta 1877, cuando Se adoptó la primera bandera de Sikkim.
Hasta 1967, la bandera anterior mostró un diseño muy complejo con un borde rojo símbolo de fantasía y pictogramas religiosos en torno al khorlo.
Un diseño más simple se adoptó en 1967 debido a la dificultad en la duplicación de la bandera compleja. El borde se convirtió en color rojo, los pictogramas fueron retirados y la rueda fue rediseñada.
Con la anexión de Sikkim a la India, y con la abolición de la monarquía, la bandera también fue eliminada, el partido nacionalista Frente Democrático de Sikkim llegó al poder, y predominantemente la etnia nepalesa ha utilizado su bandera del partido como un símbolo nacional desde entonces.

## Banderas históricas

Reconstrucción de la bandera real de Sikkim (1877-1975)
Reconstrucción de la bandera de Sikkim (1877-1914, 1962-1967)
Reconstrucción de la bandera de Sikkim (1914-1962)
Reconstrucción de la bandera de Sikkim (1967-1975)

- Datos: Q2470827
- Multimedia: Flags of Sikkim / Q2470827